# Pieter Hendriks
Pieter Hendriks (provincia Septentrional del Cabo, 13 de abril de 1970) es un exjugador sudafricano de rugby que se desempeñaba como wing.

## Carrera
Debutó en la primera de Golden Lions en 1990 y con la llegada del profesionalismo fue contratado por los Lions, una de las franquicias sudafricanas del Super Rugby. Jugó con ambos hasta su retiro en 1997.

## Selección nacional
Fue convocado a los Springboks por primera vez en agosto de 1992 para enfrentar a los All Blacks y disputó su último partido en agosto de 1996 ante el mismo rival. En total jugó 14 partidos y marcó dos tries (10 puntos).

### Participaciones en Copas del Mundo
Solo disputó una Copa del Mundo: Sudáfrica 1995 donde se consagró campeón del Mundo. Hendriks marcó el primer try del torneo y en el tercer partido, contra Canadá, fue sancionado junto a su compañero James Dalton y dos canadiendeses por una pelea, los cuatro jugadores fueron suspendidos por 90 días. Su expulsión del torneo permitió el regreso de Chester Williams, el único jugador negro del seleccionado local.
| Mundial                       | Sede      | Resultado | PJ | Tries |
| ----------------------------- | --------- | --------- | -- | ----- |
| Copa Mundial de Rugby de 1995 | Sudáfrica | Campeón   | 3  | 1     |

## Palmarés
- Campeón de la Currie Cup de 1993 y 1994.